# Кеймбридж (город, Миннесота)
Ке́ймбридж (англ. Cambridge) — город в штате Миннесота, США. Административный центр округа Исанти. Согласно переписи 2010 года в городе проживают 8111 человек. Плотность населения составляет 407,8 чел./км². Города-побратимы — Раттвик (Швеция) и Юаса (Япония).

## Географическое положение
Кеймбридж находится на реке Рам и железной дороге BNSF на востоке штата Миннесота. Площадь города составляет 19,89 км² (19,32 км² — суша, 0,57 км² — вода).

## История
Город Кеймбридж был основан в 1866 году на железной дороге из Миннеаполиса в Дулут. Название городу дали поселенцы из Новой Англии, хотя он был основан шведскими эмигрантами. Город был инкорпорирован в 1876 году. В начале XX века в Кеймбридже были завод по производству крахмала, электрического оборудования и мельница, телефонная связь.

## Население
По данным переписи 2010 года население Кеймбриджа составляло 8111 человек (из них 47,4 % мужчин и 52,6 % женщин), было 3137 домашних хозяйства и 1967 семей. Расовый состав: белые — 94,5 %, афроамериканцы — 1,0 %, коренные американцы — 0,5 %, азиаты — 1,4 и представители двух и более рас — 2,1 %..
Из 3137 домашних хозяйств 45,3 % представляли собой совместно проживающие супружеские пары (20,7 % с детьми младше 18 лет), в 12,5 % домохозяйств женщины проживали без мужей, в 4,9 % домохозяйств мужчины проживали без жён, 37,3 % не имели семьи. В среднем домашнее хозяйство вели 2,47 человека, а средний размер семьи — 3,08 человека. В одиночестве проживали 31,6 % населения, 15,5 % составляли одинокие пожилые люди (старше 65 лет).

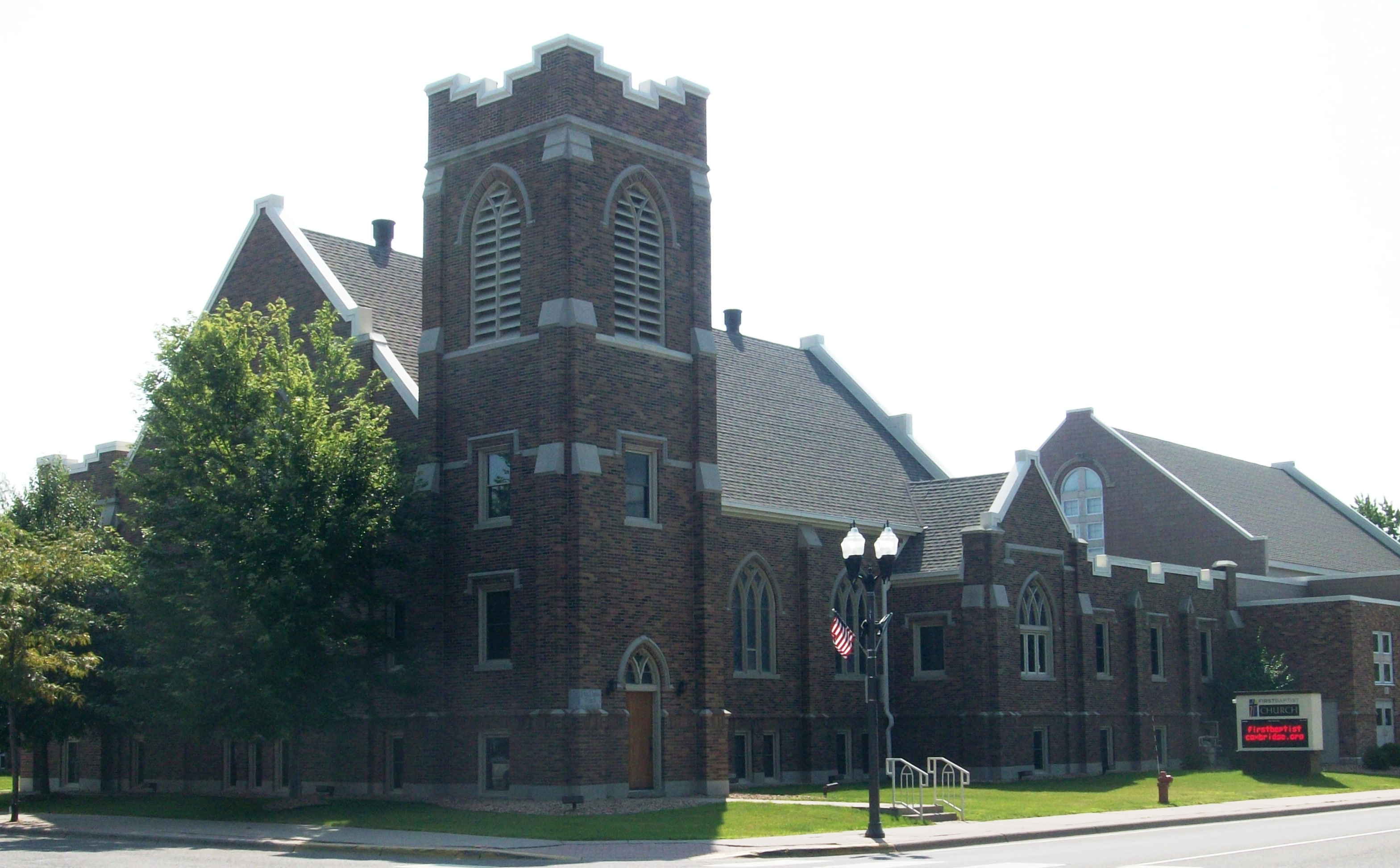
Первая баптистская церковь города

Население города по возрастному диапазону распределилось следующим образом: 26,6 % — жители младше 18 лет, 55,9 % — от 18 до 65 лет, и 17,5 % — в возрасте 65 лет и старше. Средний возраст населения — 34,1 года. На каждые 100 женщин приходилось 90,1 мужчины, при этом на 100 совершеннолетних женщин приходилось уже 84,3 мужчин сопоставимого возраста.
В 2014 году из 6470 трудоспособных жителей старше 16 лет имели работу 3851 человек. При этом мужчины имели медианный доход в 47 050 долларов США в год против 33 657 долларов среднегодового дохода у женщин. В 2014 году медианный доход на семью оценивался в 52 351 $, на домашнее хозяйство — в 47 766 $. Доход на душу населения — 22 815 $. 6,5 % от всего числа семей и 10,1 % от всей численности населения находилось на момент переписи за чертой бедности.
Динамика численности населения:
|  |